# Балаклија
Балаклија (укр. Балаклія) град је у Украјини, у Харковској области. Према процени из 2012. у граду је живело 29.623 становника.

## Становништво
Према процени, у граду је 2012. живело 29.623 становника.
| 1979.  | 1989.  | 2001.  | 2012.  |
| ------ | ------ | ------ | ------ |
| 32.820 | 35.737 | 32.408 | 29.623 |